# Персівал (Айова)
Персівал (англ. Percival) — переписна місцевість (CDP) в США, в окрузі Фремонт штату Айова. Населення — 53 особи (2020).

## Географія
Персівал розташований за координатами 40°45′5″ пн. ш. 95°48′48″ зх. д. / 40.75139° пн. ш. 95.81333° зх. д. (40.751269, -95.813266).  За даними Бюро перепису населення США в 2010 році переписна місцевість мала площу 1,14 км², уся площа — суходіл.

## Демографія
Згідно з переписом 2010 року, у переписній місцевості мешкало 87 осіб у 35 домогосподарствах у складі 25 родин. Густота населення становила 76 осіб/км².  Було 37 помешкань (32/км²).
Расовий склад населення:
| - 90,8 % — білих - 1,1 % — чорних або афроамериканців - 6,9 % — осіб інших рас |

До двох чи більше рас належало 1,1 %. Частка іспаномовних становила 9,2 % від усіх жителів.
За віковим діапазоном населення розподілялося таким чином: 24,1 % — особи молодші 18 років, 47,2 % — особи у віці 18—64 років, 28,7 % — особи у віці 65 років та старші. Медіана віку мешканця становила 48,3 року. На 100 осіб жіночої статі у переписній місцевості припадало 102,3 чоловіків;  на 100 жінок у віці від 18 років та старших — 106,2 чоловіків також старших 18 років.
Цивільне працевлаштоване населення становило 10 осіб. Основні галузі зайнятості: мистецтво, розваги та відпочинок — 50,0 %, освіта, охорона здоров'я та соціальна допомога — 50,0 %.